# Hapalomys suntsovi
Hapalomys suntsovi (Abramov, Balakirev & Rozhnov, 2017) è un roditore della famiglia dei Muridi endemico del Vietnam.

## Descrizione

### Dimensioni
Roditore di piccole dimensioni, con la lunghezza della testa e del corpo tra 127 e 146 mm e la lunghezza della coda tra 150 e 165 mm.

### Aspetto
La pelliccia è densa e soffice. Le parti dorsali sono bruno-grigiastre, mentre le parti ventrali sono bianche. La linea di demarcazione lungo i fianchi è netta. L'alluce è completamente opponibile ed è munito di un'unghia. La coda è più lunga della testa e del corpo ed è provvista di un ciuffo di lunghi peli all'estremità.

## Biologia

### Riproduzione
Due femmine catturate a gennaio erano gravide, con 4-5 piccoli embrioni.

## Distribuzione e habitat
Questa specie è conosciuta soltanto nel Parco Nazionale di Bu Gia Map,  nella provincia meridionale vietnamita di Binh Phuoc. Probabilmente è presente anche nelle zone forestali adiacenti della Cambogia orientale.
Vive nei boschi di bambù a circa 540 metri di altitudine.

## Conservazione
Questa specie, essendo stata scoperta solo recentemente, non è stata sottoposta ancora a nessun criterio di conservazione.